# ديفيد فريك
ديفيد فريك (بالإنجليزية: David Fricke)‏ هو كاتب وصحفي أمريكي، ولد في 4 يونيو 1952 في الولايات المتحدة.

## وصلات خارجية
- ديفيد فريك على موقع IMDb (الإنجليزية)
- ديفيد فريك على موقع ميوزك برينز (الإنجليزية)
- ديفيد فريك على موقع ديسكوغز (الإنجليزية)
- ديفيد فريك على موقع قاعدة بيانات الفيلم (الإنجليزية)